# Oberstufenzentrum I Barnim
Das Oberstufenzentrum I Barnim (Eigenschreibweise OSZ I Barnim) befindet sich nördlich von Bernau bei Berlin im Ortsteil Waldfrieden. In der Einrichtung unterrichten 48 Lehrkräfte über 1000 Schüler in verschiedenen Bildungsgängen.
Neben den verschiedenen Ausbildungsberufen werden im beruflichen Gymnasium drei verschiedene Schwerpunkte angeboten: Sozialwissenschaften, Wirtschaftswissenschaften und Gestaltungs- und Medientechnik. Das Einzugsgebiet des Oberstufenzentrums ist überregional.

## Geschichte
Das Oberstufenzentrum I Barnim wurde 1994 als Verbund der regionalen beruflichen Schulen in Bernau und Eberswalde gegründet und nahm mit dem Schuljahr 1994/95 seinen Betrieb in Bernau und Wandlitz auf. Der erste Schulleiter war Rolf Schneider.
Im Zuge der zunehmenden Technisierung der Berufe im verwaltungstechnischen Bereich und der wachsenden Bedeutung moderner Medien für Lernprozesse, stießen die beiden Standorte Ende der 1990er Jahre an ihre Grenzen.
Der Leerstand des Bernauer Schulstandortes Waldfrieden wurde vom Schulträger in enger Kooperation mit der Stadt Bernau als Chance genutzt, um einen neuen Campus für mehrere Bildungseinrichtungen zu schaffen. 2004 zog das Oberstufenzentrum I Barnim in die neuen Räumlichkeiten ein.
Im Jahr 2019 feiert das OSZ I Barnim sein 25-jähriges Bestehen.

## Abschlüsse
Die verschiedenen Abteilungen des Oberstufenzentrums umfassen folgende Bildungsgänge bzw. Berufsfelder:
- Berufsbildungsreife
- Erweiterte Berufsbildungsreife
- Fachoberschulreife
- Fachhochschulreife
- Allgemeine Hochschulreife / Abitur
- Berufsabschlüsse nach BBiG/HwO
- Berufsabschlüsse nach Landesrecht
- Fachschulabschlüsse

## Förderung und Kooperationen
Das Oberstufenzentrum arbeitet mit verschiedenen außerschulischen Kooperationspartner zusammen. Der Gesundheitstag wird mit verschiedenen Gesundheitsanbietern aus der Region gestaltet. Ebenso kooperiert das OSZ I Barnim mit der Stiftung Bildung & Handwerk Nord in Bernau und der Hochschule für Technik und Wirtschaft Berlin.

## Zertifizierung
Seit 2019 gehört das OSZ 1 Barnim zu den ersten Schulen im Land Brandenburg, die die spanischsprachige DELE-Qualifikation (Diploma de Español como Lengua Extranjera) als Prüfungszentrum erworben haben und somit die offizielle Prüfung für die Niveaus A1, A2, B1 und B2 abnehmen dürfen. Es handelt sich hierbei um vier voneinander unabhängige Diplome, welche den ersten vier Stufen des Gemeinsamen Europäischen Referenzrahmens entsprechen.
Darüber hinaus kann auch das französischsprachige DELF-Zertifikat (Diplôme d’études de langue francaise) erworben werden.

## Ausstattung
Alle Räume des Oberstufenzentrums sind mit interaktiven Whiteboards ausgestattet, die den Schülern mittels Tafel- und Lernsoftware modernes Lernen ermöglichen. Darüber hinaus sind mehrere Notebook-Wagen vorhanden, die individuell im ganzen Haus genutzt werden können. Das Oberstufenzentrum ist eine kreidefreie Schule.
Das Oberstufenzentrum besitzt eine für Schüler zugängliche Fachbuchsammlung. Weitere Fachunterrichtsräume (Musikraum, Probierküche, Spielekabinett, Pflegekabinett, Werkräume, Kunstkabinett) stehen zur Unterrichtsgestaltung zur Verfügung.

## Schulveranstaltungen
Neben den üblichen Unterrichtsstunden finden am OSZ I Barnim verschiedene Schulveranstaltungen statt:
- Gesundheitstage in Zusammenarbeit mit Anbietern aus der Region, wie dem freikirchlichen Krankenhaus Bernau, der Allgemeinen Ortskrankenkasse (AOK), dem Deutschen Roten Kreuz (DRK) und der Caritas-Drogenberatung
- Tage der Verkehrssicherheit in Zusammenarbeit mit der Deutschen Verkehrswacht und der Polizei
- Projekttage zu weiteren Themen

## Förderverein
Der Förderverein OSZ I Barnim e. V. ist ein gemeinnütziger Verein, bestehend aus 23 Mitgliedern. Dazu gehören Eltern, Lehrer und Schüler sowie Mitglieder der Schulleitung und des Sekretariates. Aufgabe ist es, das Bildungsgeschehen und das Schulleben zu bereichern, indem Projekte, Veranstaltungen und Ideen unterstützt werden die über den gewohnten Schulrahmen hinausgehen. Dies betrifft insbesondere die Unterstützung des Schüleraustauschs z. B. zu Partnerschulen in Tschechien oder China, die finanzielle Unterstützung von Festen oder die Würdigung von Schülern und Auszubildenden für besondere Leistungen.

## Historischer Standort

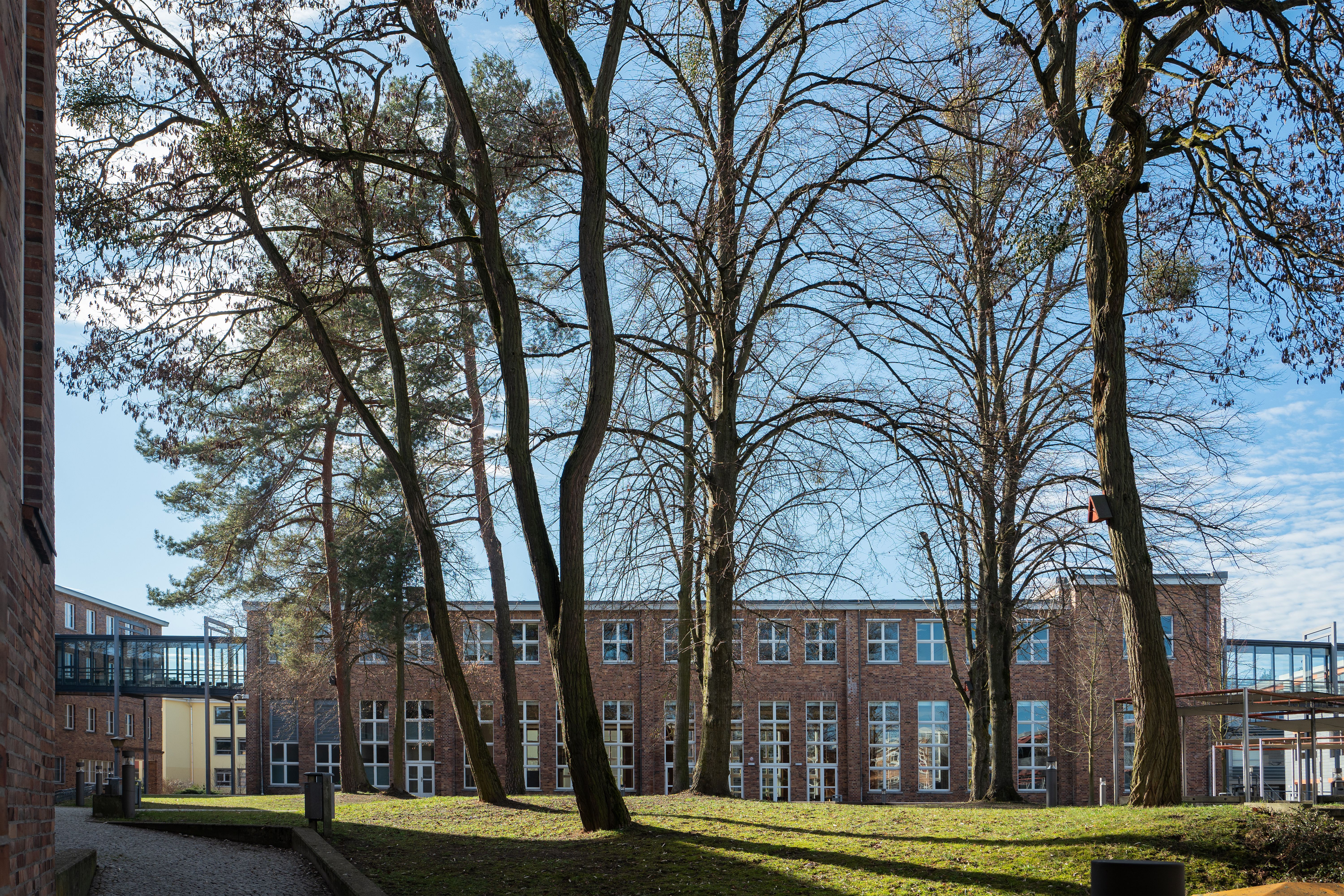
Abbildung einer der Waterstradt-Bauten in ihrer heutigen Nutzung als Audimax des Oberstufenzentrums.

Seit 2004 befindet sich das Oberstufenzentrum auf dem Gelände der ehemaligen Bundesschule des Allgemeinen Deutschen Gewerkschaftsbundes. Der Gebäudekomplex des Oberstufenzentrums, ein Entwurf des Architekten Georg Waterstradt in Anlehnung an die Gebäude der Bauhaus-Architekten Hannes Meyer und Hans Wittwer, steht seit 1977 unter Denkmalschutz und zählt seit Juli 2017 zum Weltkulturerbe der UNESCO.
Zusammen mit dem Barnim Gymnasium Bernau firmiert das OSZ I Barnim an diesem Standort als BarnimWissensZentrum.
Neben den beiden Bildungseinrichtungen befindet sich auf dem parkähnlichen und denkmalgeschützten Areal das Freibad Waldfrieden. Die ehemalige Sporthalle des ADGB wird durch die ortsansässigen Einrichtungen und Vereine gemeinschaftlich genutzt.